# Гаврилов, Александр Михайлович (моряк)
Александр Михайлович Гаврилов (1818 — 1848) — офицер Российского императорского флота, мореплаватель, исследователь Охотского моря, подпоручик Корпуса флотских штурманов.

## Биография
Родился в Кронштадте в семье отставного сержанта Первого флотского экипажа 18 (30) августа 1818 года. По другим сведениям год рождения — 1816.
С 28 июня 1826 года учился в Штурманском училище, которое окончил кондуктором корпуса флотских штурманов (КФШ) 3 апреля 1835 года. В 1835-1836 годах участвовал в исследовании Балтийского моря, промерах шхер Финского залива. Служил в Свеаборге, в эскадре контр-адмирала Ф. П. Литке.
В 1837—1839 годах был штурманом на корабле Российско-американской компании «Николай» (командир Е. А. Беренс), перешёл из Кронштадта вокруг мыса Горн в Русскую Америку в Ново-Архангельск и обратно вернулся тем же путём; 14 апреля 1840 года произведён в прапорщики.
Поступив 14 августа 1840 года на службу в Российско-американскую компанию, на корабле «Наследник Александр» (командир Д. Ф. Зарембо) снова совершил плавание в Русскую Америку, 14 апреля 1841 года прибыл в Ново-Архангельск. Сухопутным путём через Сибирь вернулся в Кронштадт, завершив кругосветное путешествие.
В 1843—1845 годах на военном транспорте «Иртыш» (командир И. В. Вонлярлярский) отправился из Кронштадта вокруг мыса Доброй надежды в Петропавловск-Камчатский, а оттуда в Охотское море; 22 марта 1844 года за отличие был произведён в подпоручики Корпуса штурманов флота.
В 1845—1846 годах плавал штурманом. Затем командуя бригами «Чичагов», «Промысел» и «Тунгус» в северной части Тихого океана между заливом Аляска и Охотским морем, выполнил промеры залива Аян и описание берегов Охотского моря.
В начале 1846 года, для установления возможности судоходности устья и лимана Амура, была сформирована специальная локальная экспедиция. «Главная цель снаряжения судна к р. Амур заключается в исследовании ее устья, о котором существует мнение, якобы от наносных песков плавание не только затруднительно, но и невозможно даже для прохода самых малых судов», — говорилось в инструкции Министерства иностранных дел Российской империи. Директор Российско-Американской компании адмирал Ф. П. Врангель назначил начальником экспедиции, по рекомендации адмирала Ф. П. Литке, подпоручика А. М. Гаврилова, которому были выданы инструкции — выяснить важный для России вопрос: могут ли входить в Амур суда с моря. Гаврилов был назначен командиром брига «Великий князь Константин». Из опасения возможных осложнений бриг был внешне переделан. «… Язык, одежда, вид судна, флаг, подарки (избранные правительством) ничто… не отличало в нас русских… я сам командовал по-шведски, флаг неизвестный» — писал впоследствии Гаврилов своему свояку Джону Бертраму.
5 (17) мая 1846 года бриг вышел из Ново-Архангельска.
В июле 1846 года Гаврилов исследовал юго-западную часть Охотского моря, открыл у северного берега острова Сахалин залив Обмана (переименован Г. И. Невельским в 1849 году по названию своего судна в залив Байкал), ошибочно приняв его за устье Амура. Затем прошёл на Сахалинский фарватер, пересёк Амурский лиман, провёл промеры и поднялся вверх по Амуру на 12 миль. Из-за недостатка времени экспедиция не смогла обнаружить судоходный фарватер в южной части Амурского лимана, Гаврилов прекратил исследования и возвратился сначала в Охотск, а затем в середине августа в Ново-Архангельск. В Русско-Американскую компанию Гаврилов представил карту исследований и исправленные управляющим Русской Америки М. Д. Тебеньковым «Записки об экспедиции подпоручика Гаврилова».
Неудача экспедиции побудила отказаться от дальнейших попыток изучения и приобретения Амура. На отчёте об итогах экспедиции Гаврилова была положена высочайшая резолюция российского императора Николая I: 

«Весьма сожалѣю. Вопросъ объ Амауре, какъ о рѣкѣ безполезной, оставить».— Военная энциклопедия Сытина.
В 1847 году Гаврилов изучал Курильские острова. В честь своего судна Гаврилов нарёк горой Константина одну из возвышенностей на острове Урупе.
За исследование Амурского лимана А. М. Гаврилов по указанию императора Николая I был награждён 1500 рублями. Его именем был назван фарватер в Амурском лимане.
Умер 28 мая (9 июня) 1848 года от чахотки в Ново-Архангельске, похоронен там же на русском кладбище. Вдова мореплавателя Вильгельмина Михайловна Гаврилова (урожденная Шварц) получала пенсию за покойного мужа на воспитание дочери Софии. Другая дочь, Александра, была замужем за Василием Васильевичем Сарандинаки.

## Память
Именем Гаврилова названы:
- фарватер в Амурском лимане (название присвоено в 1954 году[15]).